# Масакр у Батавији 1740.
Масакр у Батавији 1740. (хол. Chinezenmoord; инд. Geger Pacinan; трад. 紅溪慘案, буквално значење црвена река, трагедија/масакр) био је масакр и погром у којем су европски војници Холандске источноиндијске компаније убијали етничке Кинезе, становнике лучког града Батавија (данашња Џакарта) у Холандској Источној Индији. Насиље у граду трајало је од 9. октобра 1740. до 22. октобра. Мањи окршаји ван зидина су потрајали до краја новембра исте године. Историчари процењују да је најмање 10.000 етничких Кинеза масакрирано; верује се да је само 600 до највише 3.000 Кинеза преживело.
Септембра 1740. године, док су се немири међу кинеским становништвом повећавали, подстакнути репресијом владе и падом цена шећера, генерални гувернер Адријан Валкенијер је изјавио да ће сваки устанак бити сурово угушен убијањем устаника. Седмог октобра, стотине етничких Кинеза, умногоме радници у шећерани, убило је 50 холандских војника, што је навело холандске трупе да заплене сво оружје кинеског становништва и да Кинезе ставе под полицијски час. Два дана касније, гласине о кинеским зверствима навеле су друге етничке групе да спале кинеске куће дуж реке Бесар, а холандски војници су из освете пуцали из топова на кинеске куће. Насиље се убрзо проширило широм Батавије; још Кинеза је убијено. Иако је гувернер Валкенијер прогласио амнестију 11. октобра, паравојне банде наставиле су да прогоне, таргетирају и убијају Кинезе, све до 22. октобра, када је генерални гувернер снажније позвао на прекид непријатељстава. Изван градских зидина настављени су сукоби између холандских трупа и немирних радника шећеране. После неколико недеља мањих окршаја, трупе које су предводили Холанђани напале су кинеска упоришта у шећеранама широм те области.
Следеће године, напади на етничке Кинезе широм острва Јаве изазвали су двогодишњи рат на Јави, у којем су се Кинези и Јаванци борили против холандских трупа. Валкенијер је касније повучен са положаја и опозван је у Холандију, где је оптужен за злочине, у вези са масакром. Масакр је у великој мери заступљен у холандској књижевности, а такође се наводи да је на основу назива масакра потенцијално настао етимолошки назив за неколико области у Џакарти.

## Историјска позадина
Током раних година холандске колонизације Источне Индије (данашња Индонезија), многи људи кинеског порекла су ангажовани као вешти занатлије у изградњи Батавије на северозападној обали Јаве; радили су и као трговци, радници у шећерани и држали су своје радње. Економски процват, убрзан трговином између Источне Индије и Кине преко луке Батавија, повећао је кинеску имиграцију на Јаву. Број етничких Кинеза у Батавији је брзо растао, достигавши укупно 10.000 до 1740. године. Хиљаде Кинеза живело је ван градских зидина. Холандски колонијалисти су од Кинеза захтевали да носе регистрационе папире, а оне који се нису придржавали правила депортовали су у Кину.
Политика депортације је пооштрена током 1730-их, након што је пандемија маларије убила хиљаде људи, укључујући и генералног гувернера Холандске источне Индије, Дирка ван Клона. Према индонежанском историчару Бенију Г. Сетиону, епидемију је пратила повећана сумња и огорченост код домородаца Индонежана и колонијалиста Холанђана према етничким Кинезима, којих је било све више и чије је богатство било све видљивије. Комесар за домородачка питања Рој Фердинанд је, према наређењу генералног гувернера Адријана Валкенијера, 25. јула 1740. године донео декрет, да ће Кинези који су сумњиви бити депортовани на Цејлон (данашња Шри Ланка) и приморани да беру цимет.  Богате Кинезе су изнуђивали корумпирани холандски званичници који су им претили депортацијом.
Стамфорд Рафлс, истраживач, администратор и историчар Јаве, приметио је 1830. да је у неким јаванским извештајима, кинески поглавар Батавије Ние Хое Конг, именован од Холандије, сугерисао Холанђанима да депортују све Кинезе који су носили црно или плаво јер се сматрало да су сиромашни. Постојале су и гласине да депортовани нису одвођени на договорена одредишта, већ да су били бачени са бродова након што би испловили ван видокруга са острва, и у неким извештајима се наводи да су погинули након што су се побунили на бродовима. Депортација етничких Кинеза изазвала је немир међу преосталим Кинезима, што је довело до тога да многи кинески радници напусте своја радна места.
У исто време, мештани Батавије, укључујући етничке бетавијске слуге, постајали су све неповерљивији према Кинезима. Економски фактори су играли улогу: већина домородаца је била сиромашна и сматрали су да Кинези заузимају неке од најпросперитетнијих четврти у граду. Иако холандски историчар Албертус Николас Пасман примећује да су у то време Кинези били „Азијатски Јевреји“, стварна ситуација је била компликованија. Многи сиромашни Кинези су живели у области око Батавије и били су радници у шећерани који су се осећали подједнако експлоатисаним од стране холандске и кинеске елите. Богати Кинези су поседовали млинове и бавили се пољопривредом и транспортом; добијали су приход од млевења и дестилације арака, меласе и алкохолног пића на бази пиринча. Међутим, холандски господари су одређивали цену шећера, што је и само изазвало немире. Због цена шећера глобално, почетком 1720-их, изазваног повећањем извоза у Европу и конкуренцијом из Западне Индије, индустрија шећера у Источној Индији је знатно пропадала. До 1740. године, светске цене шећера су пале на половину цене из 1720. године. Пошто је шећер био главни извозни производ, то је колонији проузроковало значајне финансијске потешкоће.
У почетку су неки чланови Савета Индије (Raad van Indië) веровали да Кинези никада неће напасти Батавију, а јаче мере за контролу Кинеза блокирала је фракција коју је предводио Валкенијеров политички противник, бивши гувернер Зејлана Густааф Вилем ван Имхоф, који се вратио у Батавију 1738. Међутим, велики број Кинеза је стигао ван Батавије из оближњих насеља и 26. септембра Валкенијер је сазвао хитан састанак савета, током којег је издао наређења да се на све побуне етничких Кинеза одговори применом најбруталније силе. Ван Имхофова фракција је наставила да се противи овој политици; Вермеулен (1938) је сугерисао да је напетост између две колонијалне фракције била фактор у масакру који је уследио.
Увече 1. октобра Валкенијер је добио извештаје да се маса од хиљаду Кинеза окупила испред капије, и да су љути због његових изјава на хитном састанку пет дана раније. Валкенијер и веће су примили овај извештај са неверицом. Међутим, након убиства балинежанског наредника, кога су убили Кинези изван простора зидина, савет је одлучио да предузме ванредне мере и да појача стражу. Две групе од по педесет Европљана и неколико носача из реда домородоца, послате су на предстраже на јужној и источној страни града и формулисан је план напада.

## Инцидент

### Масакр
Након што су се групе кинеских радника у шећерани побуниле користећи оружје направљено са планом да се користи за пљачку и спаљивање млинова, стотине етничких Кинеза, за које се сумњало да их је водио Ние Хое Конг, су убили 50 холандских војника у Мистер Корнелису (сада Јатинегара) и Танах Абангу 7. октобра. Као одговор, Холанђани су послали 1.800 војника, у пратњи шутерија (милиције) као и једанаест батаљона регрута да зауставе побуну; успоставили су полицијски час и отказали планове за прославу кинеског фестивала. У страху да ће Кинези током ноћи сковати заверу против колонијалних господара, људима унутар градских зидина било је забрањено да пале свеће и били су приморани да предају све „до најмањег кухињског ножа”. Следећег дана, Холанђани су одбили напад 10.000 етничких Кинеза, предвођених групама из оближњих Тангеранга и Бекасија, на спољне зидине града; Рафлес је написао да је 1.789 Кинеза погинуло у овом нападу. Као одговор, Валкенијер је сазвао још један састанак савета за 9. октобар.
У међувремену, међу осталим етничким групама у Батавији, укључујући робове са Балија и Сулавесија, Буги и балинежанске трупе, прошириле су се гласине да Кинези планирају да их убију, силују или поробе. Ове групе су превентивно спалиле куће етничких Кинеза дуж реке Бесар. Холанђани су напали кинеска насеља у другим деловима Батавије у којима су палили куће и убијали људе. Холандски политичар и критичар колонијализма В. Р. ван Хоевел је написао да су „труднице и дојиље, деца и дрхтави старци пали под мач. Затвореници без оружја су клани као овце“.
Трупе под командом поручника Хермануса ван Сухтелена и капетана Јана ван Остена заузеле су станицу у кинеском округу: Сахтелен и његови људи су се позиционирали на пијаци живине, док су ван Остенови људи држали положај дуж оближњег канала. Око  5 часова по подне, Холанђани су из топова отворили ватру на куће које су држали Кинези, због чега су се оне запалиле. Неки Кинези су умрли у запаљеним кућама, док су други убијени када су напуштали своје домове или су извршили самоубиство у очају. Оне који су стигли до канала у близини стамбеног округа убиле су холандске трупе које су чекале у малим чамцима, док су друге трупе претраживале да ли је неко преживео, између редова запаљених кућа, убијајући све преживеле које су нашле. Ове акције су се касније прошириле по целом граду. Вермеулен напомиње да су многи од починилаца били морнари и други „неправилни и лоши елементи“ друштва. Током овог периода било је великих пљачки и заплене имовине.
Следећег дана насиље је наставило да се шири, а кинески пацијенти у болници су извођени напоље и убијани. Покушаји гашења пожара на подручјима разореним претходног дана нису успели, а интензитет ватре је појачан и трајао је до 12. октобра. У међувремену, група од 800 холандских војника и 2.000 домородаца напала је Кампунг Гадинг Мелати, где се држала група преживелих Кинеза под вођством Ке Пандјанга. Иако су се Кинези евакуисали у оближњи Панингаран, касније су их холандске снаге истерале из тог подручја. У ова два сукоба учествовало је око 450 Холанђана и 800 Кинеза.

### Наставак и додатно насиље
Валкенијер је 11. октобра безуспешно тражио да официри контролишу своје трупе и зауставе пљачку. Два дана касније, савет је установио награду од два дуката за сваког кинеског поглавара који се предао војницима као подстицај осталим етничким групама да помогну у чистки. Као резултат тога, етничке Кинезе који су преживели иницијални напад ловиле су паравојне банде, које су убијале преостале Кинезе за обећану награду. Холанђани су радили са староседеоцима у различитим деловима Батавије; етнички Буги и балијски гренадири послани су да појачају Холанђане 14. октобра. Валкенијер је 22. октобра позвао на престанак свих убистава. У дугачком писму у којем је за настале немире у потпуности окривио кинеске побуњенике, Валкенијер је понудио амнестију свим Кинезима, осим вођама немира, за чије је главе понудио награду од до 500 ријксдалдера.
Изван зидина настављени су сукоби између кинеских побуњеника и Холанђана. Двадесет и петог октобра, после скоро две недеље мањих окршаја, 500 наоружаних Кинеза се приближило Кадувангу (сада Ангке), али их је одбила коњица под командом ритмистера Кристофела Мола и корнета Данијела Читса и Питера Донкера. Следећег дана коњица, коју је чинило 1.594 холандске и домаће снаге, марширала је на упориште побуњеника код шећеране Салападјанг. Прво се окупила у оближњој шуми, а затим запалила млин док су побуњеници били унутра; други млин у Боедјонг Рење је на исти начин заузела друга група. У страху од надолазећих Холанђана, Кинези су се повукли у млин шећера у Кампунг Мелају, четири сата од Салападјанга; ово упориште је пало у руке трупа под капетаном Јаном Џорџом Крамелом. Након што су победили Кинезе и поново преузели Квал, Холанђани су се вратили у Батавију. У међувремену, део Кинеза који се дао у бекство, је на западу блокирало 3.000 војника из Султаната Бантен. Кинези су кренули на исток дуж северне обале Јаве; до 30. октобра објављено је да су стигли до Тангеранга.
Информација о наредби за прекид ватре стигла је до капетана Крамела 2. новембра, након чега су се он и његови људи вратили у Батавију, пошто се претходно контигент од 50 људи стационирао у Кадувангу. Када је капетан Крамел стигао у подне, унутар зидина Батавије више није било Кинеза. Осмог новембра, султанат Циребон је послао између 2.000 и 3.000 домаћих војника ради јачања снага градске страже. Пљачка се наставила најмање до 28. новембра, а последњи војници из редова домородачких народа су се повукли крајем новембра.

## Последице
Већина извештаја о масакру процењује да је 10.000 Кинеза убијено унутар градских зидина Батавије, док је још најмање 500 тешко рањено. Претресено је и спаљено између 600 и 700 кућа у кинеском власништву. Вермеулен наводи да је 600 људи преживело, док индонежански научник А. Р. Т. Кемасанг процењује да је преживело 3.000 Кинеза. Индонежански историчар Бени Г. Сетионо бележи да је убијено 500 затвореника и болничких пацијената, а да је преживела укупно 3.431 особа. Након масакра је уследила „сезона отвореног лова“ етничких Кинеза широм Јаве, што је довело до још једног масакра 1741. у Семарангу, а други масакри догодили су се касније у Сурабаји и Гресику.
Као део услова за престанак насиља, сви етнички Кинези из Батавије пресељени су у пецинан, или Кинеску четврт, ван градских зидина. Данас је тај простор  познат као Глодок. Ово је омогућило Холанђанима да лакше прате Кинезе. Да би напустили пецинан, етничким Кинезима су биле потребне посебне пропуснице. До 1743, међутим, етнички Кинези су се већ вратили у унутрашњу Батавију; ту је пословало неколико стотина трговаца. Други етнички Кинези предвођени Кхе Пандјангом побегли су у Централну Јаву где су напали холандске трговачке станице, а касније су им се придружиле трупе под командом јаванског султана Матарама, Паукобувоно II. Иако је настављање устанка угушено 1743, сукоби на Јави настављени су готово без прекида наредних 17 година.
Шестог децембра 1740, ван Имхоф и два друга саветника ухапшени су по наређењу Валкенијера због непослушности; тринаестог јануара 1741. враћени су у Холандију на одвојеним бродовима и стигли су у домовину 19. септембра 1741. Ван Имхоф је убедио савет да је Валкенијер крив за масакр и одржао опширан говор под насловом Consideratiën over den tegenwoordigen staat van de Ned. O.I. Comp („Разматрања о тренутном стању Холандске источноиндијске компаније“) 24. новембра. Након одржаног говора, оптужбе против њега и осталих одборника су одбачене. Двадесет и седмог октобра 1742, ван Имхоф је враћен у Батавију на броду Hersteller у својству новог генералног гувернера Источне Индије. У Индију је стигао 26. маја 1743.
Валкенијер је тражио да буде смењен крајем 1740. године, а у фебруару 1741. добио је одговор у којем му је наређено да именује ван Имхофа за свог наследника; други извештај указује да су га Лордови обавестили да ће га заменити ван Имхоф као казну за извоз превише шећера и премало кафе 1739. године, чиме су изазвани велики финансијски губици. Када је Валкенијер добио одговор, ван Имхоф се већ враћао у Холандију. Валкенијер је напустио Индију 6. новембра 1741, након што је именовао привременог наследника Јоханеса Теденса. Преузевши команду над флотом, Валкенијер се упутио ка Холандији. 25. јануара 1742. стигао је у Кејптаун, али га је ухапсио и истражио гувернер Хендрик Свеленгребел по налогу лордова. У августу 1742. Валкенијер је враћен у Батавију, где је био затворен у тврђави Батавија, а три месеца касније суђено му је по неколико оптужби, укључујући и инволвираност у масакру. Марта 1744. му је суђено и осуђен је на смрт; сва имовина му је конфискована. У децембру 1744. суђење је поново отворено када је Валкенијер дао подужу изјаву у своју одбрану. Валкенијер је тражио још доказа од Холандије, али је умро у својој затворској ћелији 20. јуна 1751, пре него што је истрага завршена. Смртна казна је постхумно укинута 1755. Вермеулен карактерише истрагу као неправедну и подстакнуту народним гневом у Холандији, и вероватно да је ово становиште валидно јер је 1760. Валкенијеров син, Адријан Исак Валкенијер, добио репарације у укупном износу од 725.000 гулдена.
Производња шећера у тој области је у великој мери опала након масакра; многи Кинези који су водили индустрију убијени или су нестали. Динамика продуктивности је почела да се поправља након што је нови генерални гувернер ван Имхоф „колонизовао“ Тангеранг. У почетку је намеравао да мушкарци дођу из Холандије и  да обрађују земљу; оне који су већ настањени у Индији сматрао је лењима. Међутим, није успео да привуче нове насељенике због високих пореза и тако је продао земљу онима који су већ били у Батавији. Као што је очекивао, нови земљопоседници нису хтели да „прљају руке“ и брзо су дали земљу у закуп етничким Кинезима. Производња је након тога стално расла, али тек је 1760-их достигла ниво пре 1740. а након чега је поново опала. Опао је и број млинова; 1710. је постојао 131 млин, али је до 1750. тај број пао на 66.
Након почињеног масакра 1740. године, током наредних деценија постало је очигледно да су Батавији потребни Кинези због бројних заната којима су владали. Значајна кинеска економска експанзија догодила се крајем осамнаестог века, и до 1814. било је 11.854 Кинеза од укупно 47.217 становника.

## Наслеђе
Вермеулен је описао масакр као један од најупечатљивијих догађаја у [холандском] колонијалном периоду 18. века. У својој докторској дисертацији, В. В. Дармовијоно примећује да је напад био велика тема у холандској литератури. Дела која се баве темом укључују песму Вилема ван Харена која је осудила масакр (датира из 1742.) и анонимну песма, из истог периода, која садржи критике према Кинезима. Рафлес је 1830. написао да су холандски историјски записи „далеко од потпуних или задовољавајућих“.
Холандски историчар Леонард Блусе пише да је масакр индиректно довео до брзог ширења Батавије и институционализовао modus vivendi који је довео до дихотомије између етничких Кинеза и других група, што се још увек могло осетити крајем 20. века. Масакр је такође могао бити фактор у именовању бројних области у Џакарти. Једна могућа етимологија за име округа Танах Абанг (што значи црвена земља) је да је добио име по кинеској крви која је тамо проливена; ван Ховел сугерише да је именовање представљало компромис да би преживели Кинези брже прихватили амнестију. Име Rawa Bangke, за подобласт Источне Џакарте, може бити изведено од колоквијалне индонежанске речи за леш, bangkai, због великог броја етничких Кинеза који су тамо убијени; слична етимологија је предложена за топоним Angke у Тамбори.